# Кубок іспанської ліги з футболу
Кубок іспанської ліги з футболу — футбольний турнір, що проводився в Іспанії в 1983–1986 роках Королівською іспанською футбольною федерацією. Спочатку планували провести Кубок ліги тільки в Прімері, однак потім вирішили проводити змагання і в інших лігах: у Сегунді, Сегунді B і Терсеро.

## Історія
Ініціатором проведення Кубка іспанської ліги виступив президент «Барселони» Хосеп Луїс Нуньєс: турнір повинен був принести додаткові доходи та залучити більше телеглядачів. Проте вже 1986 року клуби домовилися скасувати турнір через брак часу та насиченість матчів.
Всього три команди за чотири сезони ставали переможцями кубку: двічі «Барселони» (1982/1983 і 1985/1986), та по одному разу «Реал Вальядолід» (1984) і «Реал Мадрид» (1985).

## Формат
Змагання на Кубок ліги проводилися за олімпійською системою з двома матчами: вдома і на виїзді. Фінал також складався з двох ігор. Переможець визначався за сумою двох матчів; при цьому якщо після другої гри не вдавалося визначити переможця, призначалося додатковий час, а після цього, за необхідності — пенальті.

### Всі фінали

#### Кубок іспанської ліги - Прімера
| Рік  | Переможець      | Фіналіст    | Результати фіналу |
| ---- | --------------- | ----------- | ----------------- |
| 1983 | Барселона       | Реал Мадрид | 2-2, 2-1          |
| 1984 | Реал Вальядолід | Атлетіко    | 0-0, 3-0          |
| 1985 | Реал Мадрид     | Атлетіко    | 2-3, 2-0          |
| 1986 | Барселона       | Реал Бетіс  | 0-1, 2-0          |

#### Кубок іспанської ліги - Сегунда
| Рік  | Переможець        | Фіналіст          | Результати фіналу |
| ---- | ----------------- | ----------------- | ----------------- |
| 1983 | Атлетіко Мадрид Б | Депортіво         | 3-1, 0-1          |
| 1984 | Кастельон         | Лас-Пальмас       | 3-1, 1-1          |
| 1985 | Реал Ов'єдо       | Атлетіко Мадрид Б | 1-0, 1-1          |

#### Кубок іспанської ліги - Сегунда Б - Група 1
| Рік  | Переможець          | Фіналіст            | Результати фіналу |
| ---- | ------------------- | ------------------- | ----------------- |
| 1983 | Спортінг Хіхон Б    | Хімнастик Тарраґона | 0-1, 3-1          |
| 1984 | Хімнастик Тарраґона | Логроньєс           | 2-3, 3-2 (д.ч.)   |
| 1985 | Сестао Спорт        | Понтеведра          | 1-1, 4-1          |

#### Кубок іспанської ліги - Сегунда Б - Група 2
| Рік  | Переможець | Фіналіст          | Результати фіналу |
| ---- | ---------- | ----------------- | ----------------- |
| 1983 | Альбасете  | Алькала           | 4-1, 3-0          |
| 1984 | Антекерано | Алькала           | 2-2, 0-0 (д.ч.)   |
| 1985 | Альбасете  | Депортіво Бадахос | 3-0, 0-1          |

#### Кубок іспанської ліги - Терсеро
| Рік  | Переможець    | Фіналіст             | Результати фіналу |
| ---- | ------------- | -------------------- | ----------------- |
| 1983 | Реал Мадрид С | Туделано             | 2-1, 1-1          |
| 1984 | Туделано      | Єклано               | 1-1, 2-4          |
| 1985 | Конкенсе      | Лас-Пальмас Атлетіко | 0-2, 4-1          |